# Beech
Beech is een civil parish in het bestuurlijke gebied East Hampshire, in het Engelse graafschap Hampshire met 532 inwoners.